# Кубок Першого каналу (хокей) 2016
Кубок Першого каналу 2016 — 49-й міжнародний хокейний турнір у Росії, пройшов 15—18 грудня 2016 року в Москві у рамках Єврохокейтуру.

## Арена
| Росія                                |
| Москва                               |
| ВТБ Льодовий палац Місткість: 12 100 |
|                                      |

## Підсумкова таблиця
| 1. | Швеція    | *** | 3:1 | 4:2 | 1:4 | 3 | 2 | 0 | 0 | 1 | 8:7  | 6 |
| 2. | Росія     | 1:3 | *** | 4:3 | 5:1 | 3 | 2 | 0 | 0 | 1 | 10:7 | 6 |
| 3. | Фінляндія | 2:4 | 3:4 | *** | 4:2 | 3 | 1 | 0 | 0 | 2 | 9:10 | 3 |
| 4. | Чехія     | 4:1 | 1:5 | 2:4 | *** | 3 | 1 | 0 | 0 | 2 | 7:10 | 3 |

М — підсумкове місце, І — матчі, В — перемоги, ВО — перемога по булітах (овертаймі), ПО — поразка по булітах (овертаймі), П — поразки, Ш — закинуті та пропущені шайби, О — очки

### Результати
| 15 грудня 2016 18:30 | Росія | 1 : 3 (1:0, 0:1, 0:2) | Швеція | ВТБ Льодовий палац (Москва) Глядачів: 11,770 |

| Протокол         | Протокол        | Протокол                                            | Протокол    | Протокол |
| ---------------- | --------------- | --------------------------------------------------- | ----------- | -------- |
|                  | Ілля Сорокін    | Голкіпери                                           | Віктор Фаст |          |
| Гавриков — 08:56 | 1:0 0:1 0:2 0:3 | 27:56 — Ліндбум 58:34 — Бертілссон 59:49 — Турессон |             |          |
| 4 хв.            | Вилучення       | 6 хв.                                               |             |          |
| 22               | Кидки           | 34                                                  |             |          |

| 15 грудня 2016 19:00 | Чехія | 2 : 4 (0:2, 1:2, 1:0) | Фінляндія | «Helsingin Jäähalli» (Гельсінкі) Глядачів: 5,056 |

| Протокол                       | Протокол                | Протокол                                                            | Протокол | Протокол |
| ------------------------------ | ----------------------- | ------------------------------------------------------------------- | -------- | -------- |
|                                | П. Францоуз             | Голкіпери                                                           | Й. Ортіо |          |
| Томашек — 22:45 Йордан — 47:12 | 0–1 0–2 1–2 1–3 1–4 2–4 | 02:49 — Аалтонен 11:12 — Аалтонен 27:02 — Хінтс 32:52 — Еркінюунтті |          |          |
| 4 хв.                          | Вилучення               | 4 хв.                                                               |          |          |
| 25                             | Кидки                   | 19                                                                  |          |          |

| 16 грудня 2016 19:00 | Росія | 5 : 1 (3:0, 0:1, 2:0) | Чехія | ВТБ Льодовий палац (Москва) Глядачів: 11,668 |

| Протокол                                                                         | Протокол                | Протокол        | Протокол | Протокол |
| -------------------------------------------------------------------------------- | ----------------------- | --------------- | -------- | -------- |
|                                                                                  | Шестьоркін              | Голкіпери       | Фурх     |          |
| Плотников – 05:40 Дацюк – 08:21 Ткачов – 11:27 Телегін – 42:58 Ковальчук – 59:02 | 1–0 2–0 3–0 3–1 4–1 5–1 | 27:47 – Зогорна |          |          |
| 12 хв.                                                                           | Вилучення               | 12 хв.          |          |          |
| 27                                                                               | Кидки                   | 23              |          |          |

| 17 грудня 2016 12:00 | Фінляндія | 2 : 4 (0:2, 2:2, 0:0) | Швеція | ВТБ Льодовий палац (Москва) Глядачів: 5,240 |

| Протокол                         | Протокол                | Протокол                                                                 | Протокол    | Протокол |
| -------------------------------- | ----------------------- | ------------------------------------------------------------------------ | ----------- | -------- |
|                                  | Сятері                  | Голкіпери                                                                | Віктор Фаст |          |
| Аалтонен – 24:33 Хаапала – 28:34 | 0–1 0–2 0–3 1–3 1–4 2–4 | 05:30 – Е. Густафссон 16:31 – Бергстрем 21:42 – Нюгрен 27:24 – Закріссон |             |          |
| 16 хв.                           | Вилучення               | 8 хв.                                                                    |             |          |
| 18                               | Кидки                   | 37                                                                       |             |          |

| 18 грудня 2016 13:00 | Швеція | 1 : 4 (0:0, 1:2, 0:2) | Чехія | ВТБ Льодовий палац (Москва) Глядачів: 5,105 |

| Протокол            | Протокол            | Протокол                                                      | Протокол    | Протокол |
| ------------------- | ------------------- | ------------------------------------------------------------- | ----------- | -------- |
|                     | Ю. Густафссон       | Голкіпери                                                     | П. Францоуз |          |
| Е. Юганссон – 31:37 | 0–1 1–1 1–2 1–3 1–4 | 21:13 – Полашек 34:13 – Кемпф 57:26 – Йерабек 59:46 – Вітасек |             |          |
| 6 хв.               | Вилучення           | 12 хв.                                                        |             |          |
| 31                  | Кидки               | 21                                                            |             |          |

| 18 грудня 2016 17:00 | Росія | 4 : 3 (3:1, 1:1, 0:1) | Фінляндія | ВТБ Льодовий палац (Москва) Глядачів: 11,970 |

| Протокол                                                          | Протокол                    | Протокол                                         | Протокол | Протокол |
| ----------------------------------------------------------------- | --------------------------- | ------------------------------------------------ | -------- | -------- |
|                                                                   | Шестьоркін                  | Голкіпери                                        | Й. Ортіо |          |
| Шалунов – 01:37 Яковлєв – 07:31 Телегін – 09:36 Ковальчук – 32:53 | 0–1 1–1 2-1 3-1 4-1 4-2 4-3 | 00:46 – Песонен 36:46 – Хаапала 40:15 – Аалтонен |          |          |
| 6 хв.                                                             | Вилучення                   | 6 хв.                                            |          |          |
| 28                                                                | Кидки                       | 34                                               |          |          |